# Ursogastra lunata
Ursogastra lunata är en fjärilsart som beskrevs av Smith 1906. Ursogastra lunata ingår i släktet Ursogastra och familjen nattflyn. Inga underarter finns listade i Catalogue of Life.